# フランクフルト動物園

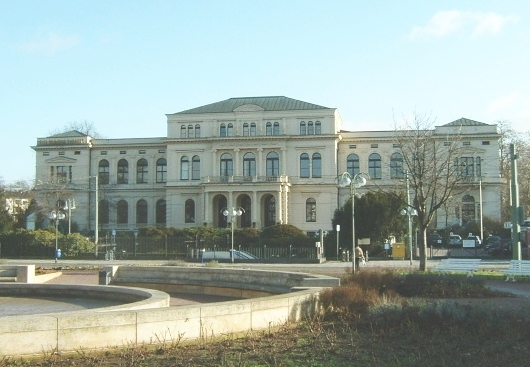
入り口の建物
イタリア・ルネサンス風の建物で、レストランや会議室がある。街の景観形成に寄与しているだけでなく、都市の喧騒を遮る遮音壁の役割も果たす。

フランクフルト動物園（フランクフルトどうぶつえん、ドイツ語: Zoo Frankfurt）は、ドイツ連邦共和国ヘッセン州フランクフルト・アム・マインにある市営動物園。敷地面積は13haを超え、約450種4,500頭以上の動物を飼育する。1858年に創設されたドイツで2番目に古い動物園である。動物園はインネンシュタット（インナーシティ）の東部に位置する。第二次世界大戦後の1945年から1974年までベルンハルト・グジメックが園長を務めた。グジメック園長は戦後の荒廃した動物園の再建に着手、サルの繁殖を精力的に行うなど世界中から注目される動物園へと発展させた。オカピの繁殖に世界で初めて成功した動物園である。柵やネットを撤廃した鳥舎、爬虫類館と水族館を合わせた「エキゾタリウム」、夜行性動物の行動する様子を観察できるよう照明を落とした「グジメック・ハウス」など展示方法に工夫がなされている。ラクダが飼育され、乗ることができるため子供に人気がある。各動物舎は中央にある池を取り囲むように配置されている。
営業時間は毎日午前9時から午後7時までとなっている。
フランクフルト動物学協会 (ドイツ語: Zoologische Gesellschaft Frankfurt) は、1858年にフランクフルト動物園を創設するために市民によって設立された組織であり、第一次世界大戦まで運営を行った。1950年まで運営に責任を持っていたと推定され、以降は動物園の発展組織となった。